# Głóg włoski
Głóg włoski (Crataegus azarolus) – gatunek drzewa lub krzewu z rodziny różowatych. Rodzime obszary jego występowania to Tunezja w Afryce Północnej, Kaukaz, Azja Zachodnia i Środkowa oraz Grecja. Jest uprawiany w niektórych krajach Europy.

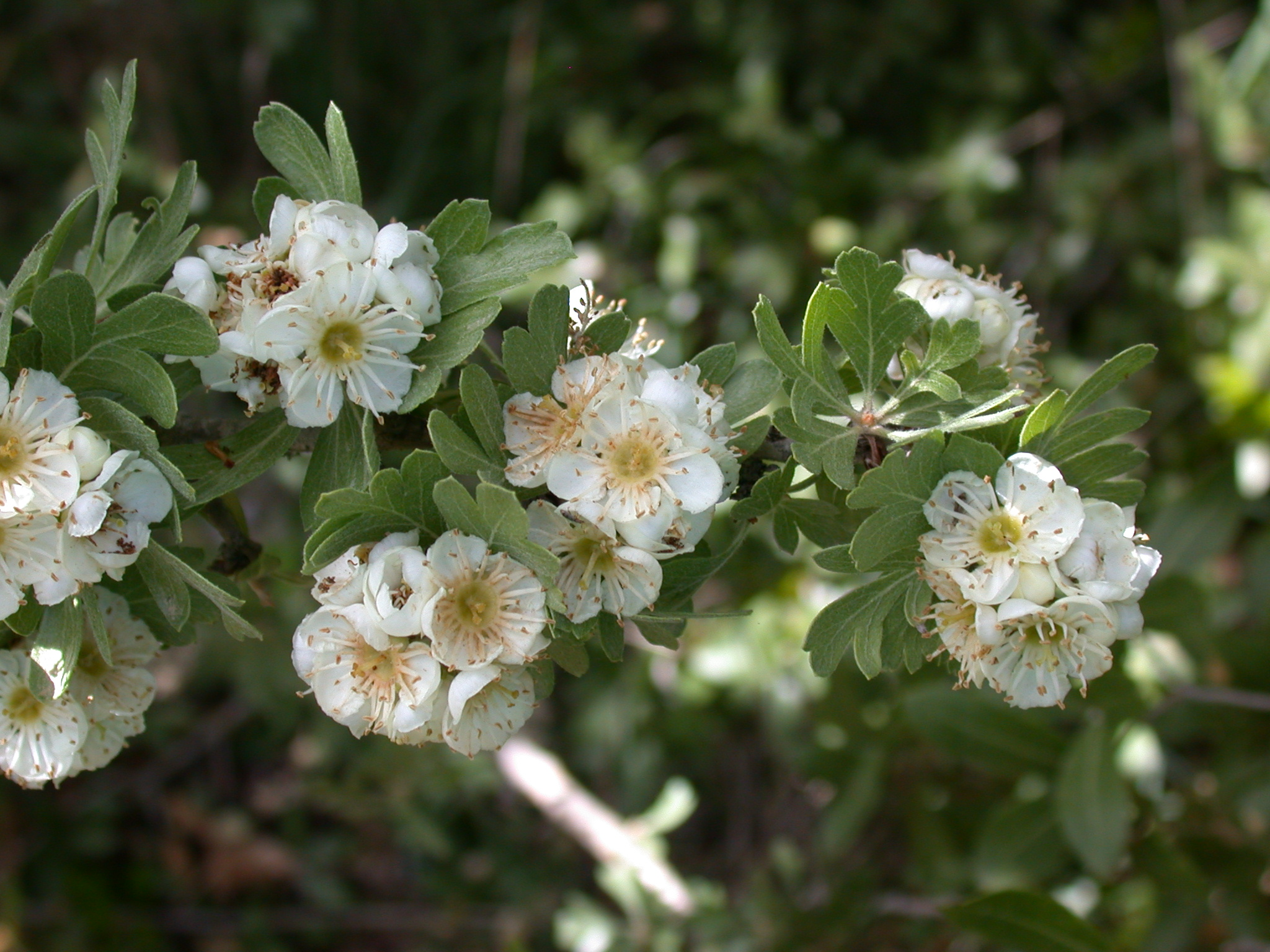
Kwiaty

## Morfologia
Drzewo lub krzew o wysokości do 8 m. Liście 3–7 klapkowe, szeroko-odwrotnie-jajowate. Kwiaty zebrane w podbaldachy. Owoce okrągłe i duże (średnica 2–4 cm), w kolorze pomarańczowym lub żółtym, jadalne.

## Zastosowanie

### Roślina lecznicza
Surowiec zielarskiKwiatostan głogu (Crataegi folium cum flore) – całe lub rozdrobnione, wysuszone gałązki z kwiatami głogu jednoszyjkowego, dwuszyjkowego, rzadziej innych europejskich gatunków jak głóg włoski i głóg czarny. Surowiec zawiera minimum 1,5% sumy flawonoidów w przeliczeniu na hiperozyd.
- W niektórych krajach Europy jest uprawiany jako roślina ozdobna.
- We Włoszech jest uprawiany również ze względu na jadalne owoce.